# Beginning dream
「beginning dream」（ビギニング・ドリーム）は、菅崎茜の1枚目のシングル。

## 概要
デビューシングルで、最大のヒットシングルとなった。スカイパーフェクTV!『The MUSIC 272』チャンネルキャンペーンソング。菅崎唯一のアルバム『beginning』のタイトル曲でもある。表題曲を耳にしたFM局のスタッフがデビューも全く決まっていない時期だというのにオンエアを決行、その直後にリスナーから「誰が歌っているのか？」と問い合わせが殺到し、局内は一時騒然となったエピソードがある。作曲を担当した大野愛果は後に、2013年12月発売のアルバム『Silent Passage』でセルフカバーをした。

## 収録曲
1. beginning dream
作詞：菅崎茜　作曲：大野愛果　編曲：大賀好修
2. Promises
作詞：菅崎茜　作曲：麻井寛史　編曲：小林哲
3. beginning dream (gipsy's r&b remix)
Remix：Giulio Pierucci
4. beginning dream (inst.)

## 参加ミュージシャン
- 大賀好修（nothin' but love・OOM・Sensation） - ギター
- 近藤房之助 - ギター
- Naoki Okajima - サックス
- 大野愛果 - コーラス
- 小林哲 - キーボード、プログラミング
- 麻井寛史（the★tambourines・Sensation） - ベース
- 宇徳敬子 - コーラス